# Процењен живот (књига)
Процењен живот (енгл. The Examined Life) је збирка есеја из 2013. године психоаналитичара Стивена Гроса и представља покушај да се „преко 50.000 сати разговора дестилира у психолошки увид без жаргона”. Серијализована је као књига недеље на Би-Би-Си радију 4 јануара 2012. и провела је десет недеља на листи бестселера часописа Сандеј тајмс. Преведена је на холандски, италијански, немачки, португалски и корејски језик, а објављена је на четрнаест језика укључујући шпански, кинески и хебрејски. У The New York Times, Мичико Какутани је похвалила књигу као „проницљиву и лепо написану серију танких поглавља који се читају као комбинација Антона Чехова и Оливера Сакса”.